# Stari (Oude) Maas
Kot Stari (Oude) Maas (nemško "Alte Maas" (znana tudi kot Stari Maas) je ime prvotnega spodnjega toka reke, ki jo tvorita krak Rena Waal in Meuse (Maas) v delti Rena in Maasa na jugu Nizozemske. Njegov tok se prične v Dordrechtu, kjer se Noord odcepi od Beneden-Merwede (spodnji del Waala, vključno z Meuse, ki se je nekoč izlivala vanj), in se konča blizu Vlaardingena ob sotočju z Novega Maasa, s katero nato tvori Novo Vodno pot, ki se izliva v Severno morje. Od leta 1904 Meuse ne teče več skupaj z Waalom, temveč ima ločen spodnji tok (Bergsche Maas), ki teče južneje v Holandski Diep in se še naprej izliva v Haringvliet  in nato v Severno morje.
Stari Maas, po katerem danes običajno ne teče voda iz reke Meuse, je dolg približno 30 kilometrov. Ko pa so reke nizke, prejema vodo iz Haringvlieta in drugih virov. Doteka tudi voda iz reke Maas. Jez Haringvliet se nato zapre, kar omogoča, da voda iz Vlieta teče skozi Dordtsche Kil in Spui do Starega (Oude) Maasa, kar na koncu ohranja visoko gladino vode v Novi Vodni poti (Nieuwe Waterwegu), na katerem se nahaja Europoort.
Od leta 1973 je spodnji tok kanala povezan s pristaniščem Hartel in industrijskim območjem Maasvlakte prek kanala Hartel.
Stari Maas teče med otokom IJsselmonde na severu, otokom Dordrecht, Hoeksche Waard in Voorne-Putten na jugu (gledano od vzhoda proti zahodu v smeri reke).
Trije avtocestni predori, dva železniška predora (predor Botlek na poti Betuwe in predor Stari (Oude) Maas na HSL Zuid) in en predor podzemne železnice prečkajo Stari Maas. Poleg predora Botlek most Botlek prečka Stari Maas, most Spijkenisse pa povezuje Hoogvliet in Spijkenisse. Trajekt za pešce in kolesarje vozi med Rhoonom in Oud-Beijerlandom, drugi pa med rekreacijskim območjem Groote Lindt, ki pripada Zwijndrechtu in Puttershoeku. Vodni avtobus vozi med Zwijndrechtom in Dordrechtom ter med turistično sezono tudi do Oud-Beijerland.

## Kraji na reki Stari Maas
Dordrecht, Zwijndrecht, Puttershoek, Heerjansdam, Barendrecht, Heinenoord, Oud-Beijerland, Poortugaal, Hoogvliet in Spijkenisse.

## Spletne povezave
- Oude Maas Rijkswaterstaat (nizozemščina)